# Claude Érignac
Claude Jean-Pierre Érignac (Mende, 15 dicembre 1937 – Ajaccio, 6 febbraio 1998) è stato un prefetto francese.

## Biografia
Claude Érignac era figlio del funzionario statale René Érignac (1909-2002) e di Émilie Peyregne (1914-1993); la sua famiglia paterna proviene dal Corrèze, Puy-de-Dôme e Cantal. Suo fratello, Robert Érignac (nato nel 1936), è stato direttore commerciale. Era anche lo zio dell'attrice Anne-Charlotte Pontabry. La famiglia Érignac è di religione protestante.
A causa del lavoro del padre studiò prima al Lycée Charlemagne a Parigi, poi a Verdun, Mâcon e infine a Mostaganem nell'Algeria francese; si laureò in diritto pubblico presso l'Università di Parigi e dal 1959 al 1962 frequentò l'Istituto di studi politici di Parigi, terminò gli studi e dopo il servizio cominciò anche lui la carriera di funzionario statale. 
Ricoprì gli incarichi di capo missione nell'ufficio del sottosegretario agli affari esteri incaricato della cooperazione Jean Charbonnel nel 1966 e di capo gabinetto del ministro dei trasporti Jean Chamant dal 1967 al 1969 e dal 1969 al 1971 capo di gabinetto del ministro delegato al Primo ministro incaricato dei DOM-TOM Henri Rey.
Nel 1971 venne nominato Sotto-prefetto di Fort-de-France (Martinica) come segretario generale e ricoprì quest'incarico fino al 1973, quando venne nominato Direttore di gabinetto del Segretario di Stato al Ministro delle relazioni con il Parlamento e portavoce del governo Olivier Stirn, carico che ricoprì fino al 1974.
Nel 1974 ricoprì un altro ruolo nella Francia d'oltremare, infatti venne nominato Segretario generale della Nuova Caledonia, poi ritornò nella Francia metropolitana e ricoprì due incarichi da Sotto Prefetto a Avesnes-sur-Helpe e a Roanne. Dal 1984 al 1986 ricoprì l'incarico di Prefetto del dipartimento del Gers e dal 1986 al 1988 divenne Direttore degli affari politici, amministrativi e finanziari dell'Oltremare al Ministero dei Dipartimenti e dei Territori d'oltremare.
Nel 1988-1989 divenne Capo di gabinetto del ministro della cooperazione e dello sviluppo Jacques Pelletier. Poi ricoprì di nuovo vari incarichi di Prefetto di Meurthe e Mosella fino al 1993, Yvelines fino al 1º gennaio 1996. Venne subito nominato prefetto della Corsica del Sud e ricoprì l'incarico per poco più di un anno dato che venne assassinato dagli indipendentisti corsi del FLNC alle 21:05 con una Beretta 92 F con tre proiettili da 9 mm, uno nella nuca a distanza ravvicinata e due nella testa mentre era a terra in avenue du Colonel-Colonna-d’Ornano a Ajaccio; Da allora, le sue ceneri si trovano in una casa di famiglia situata nel paese di Montbrun nel Lozère, secondo una tradizione protestante delle Cevenne. 
In suo onore il presidente francese Emmanuel Macron ha inaugurato place Claude-Érignac ad Ajaccio vicino al luogo dove è stato assassinato il 6 febbraio 2018 nel ventesimo anniversario dell'assassinio.

## Vita privata
Claude Érignac si sposò nel 1971 ad Avignone con Dominique Marchand (nata nel 1943), e da questa unione nacquero due figli, Marie-Christophine (nata nel 1973), direttrice del mecenatismo al Musée du quai Branly di Parigi e Charles-Antoine (nato nel 1977), avvocato.